# Elaphrinae
Die Elaphrinae sind eine Unterfamilie der Laufkäfer (Carabidae). Weltweit sind drei Gattungen in einer Tribus vertreten. In Europa kommen 16 Arten vor.

## Merkmale

### Käfer
Die mittelgroßen Käfer besitzen immer einen metallischen Glanz. Die Facettenaugen sind groß und treten hervor. Der Prothorax ist grob punktförmig strukturiert. Die ersten drei oder vier Tarsenglieder der Vorderbeine sind bei den Männchen verbreitert. Die Deckflügel haben nur schwache erkennbare, unregelmäßige Längsfurchen, die durch Gruben oder Tuberkel unterbrochen sind. Der Thorax hat eine ähnliche Strukturierung wie die der Loricerinae.

### Larven
Der Körper der Larven ist schlank und nahezu zylinderförmig. Die Mandibeln vieler Arten sind fein gezähnt. Die Lacinia ist zurückgebildet, sehr kurz oder ringförmig. Der Prothorax ist das größte Körpersegment. Das Pronotum ist viereckig, die übrigen Segmente sind an den Ecken abgerundet.

## Lebensweise und Verbreitung
Die Unterfamilie ist in der Holarktis verbreitet. Die stark wasserliebenden Käfer leben häufig an Flussufern. Sie sind tagsüber sehr aktiv.

## Systematik
Im Folgenden werden alle Subtaxa sowie die europäischen Arten aufgelistet:
- Tribus Elaphrini
  - Blethisa
    - Blethisa eschscholtzii Zoubkoff, 1829
    - Blethisa multipunctata (Linne, 1758)

  - Diacheila
    - Diacheila arctica (Gyllenhal, 1810)
    - Diacheila polita (Faldermann, 1835)

  - Elaphrus
    - Elaphrus lapponicus Gyllenhal, 1810
    - Elaphrus angusticollis R.F. Sahlberg, 1844
    - Elaphrus aureus P. Muller, 1821
    - Elaphrus ullrichii W. Redtenbacher, 1842
    - Elaphrus hypocrita Semenov, 1926
    - Elaphrus lheritieri Antoine, 1847
    - Elaphrus riparius (Linne, 1758)
    - Elaphrus tuberculatus Maklin, 1878
    - Elaphrus weissi Dostal, 1996
    - Elaphrus cupreus Duftschmid, 1812
    - Elaphrus pyrenoeus Motschulsky, 1850
    - Elaphrus uliginosus Fabricius, 1792

## Belege